# Jônatas Domingos
Jônatas Domingos (Fortaleza, 29 de julho de 1982) é um ex-futebolista brasileiro, que atuava como volante.

## Carreira
Jônatas foi contratado pelo Flamengo no ano de 2002, durante uma fase na qual o clube carioca atravessava grave crise, lutando sucessivas vezes contra o rebaixamento no Campeonato Brasileiro. Envolvido em um ambiente negativo, Jônatas não conseguiu emplacar e, assim sendo, seu futuro no Flamengo permaneceu incerto durante um bom tempo.
Contudo, em 2006, a situação começou a melhorar no Flamengo e aí o verdadeiro futebol de Jônatas começou a aparecer. Considerado o grande maestro da equipe Rubro-Negra, campeã da Copa do Brasil de 2006, Jônatas acabou aparecendo na primeira convocação da Seleção Brasileira feita por Dunga. A partida foi um amistoso contra a Seleção da Noruega, mas Jônatas não chegou a entrar em campo. 
O sucesso na carreira logo despertou o interesse de clubes estrangeiros e, desta forma, logo após a conquista da Copa do Brasil, veio a transferência para o Espanyol, clube de Barcelona. No clube espanhol, fez o gol de empate na final da Copa UEFA, que levou o jogo para as disputa de pênaltis. Nas penalidades, porém, ele perdeu a sua cobrança, indo de herói a vilão no mesmo jogo.
Entretanto, Jônatas não conseguiu se adaptar à Espanha e, em meados de 2007, após uma série de problemas disciplinares, tentou acertar sua volta ao Flamengo. 
Na época a negociação acabou não se concretizando, porém, seis meses mais tarde, Jônatas finalmente conseguiu acertar seu retorno à Gávea. Todavia, durante o ano e meio em que ficou à disposição do Flamengo, acabou sendo relegado a um ostracismo total, não tendo sido sequer relacionado para o banco de reservas em diversas ocasiões. 
Jônatas cumpriu seu contrato de empréstimo com o Flamengo até o fim, quando então transferiu-se para o Botafogo em meados de 2009, em um novo contrato de empréstimo feito pelo Espanyol a outro clube do Brasil. Sem conseguir firmar-se na equipe do Botafogo, ao término de 2009, Jônatas não teve o contrato renovado para o ano seguinte. Pouco tempo depois seu contrato com o Espanyol também veio a expirar, quando o clube catalão dispensou-o de vez.
Depois de ficar o ano inteiro de 2010 sem jogar, no começo de 2011 Jônatas foi contratado pelo Figueirense, no intuito de reforçar o elenco do clube catarinense para a disputa da Série A do Brasileirão. Jônatas fez apenas cinco partidas pelo Figueirense e não se firmou.
Após ficar três anos sem clube, revelou que ia voltar em 2014, e, em dezembro de 2013, acertou com o Boavista. Teve seu contrato rescindido após o presidente afirmar que ele não recuperará a forma física.
Em janeiro de 2014, acertou com o Icasa.

## Curiosidades
Dizem que Jonatas tem apenas três dedos em cada pé, afinal ele só inverte o jogo de trivela. Suas inversões de mais de 50 metros impressionaram gigantes do futebol europeu. Em 2006 conseguiu a proeza de ficar uma temporada inteira sem errar um passe. 

## Estatísticas
Até 1 de março de 2014.

### Clubes
| Clube             | Temporada         | Campeonato nacional | Campeonato nacional | Copa nacional[a] | Copa nacional[a] | Competições continentais[b] | Competições continentais[b] | Outros torneios[c] | Outros torneios[c] | Total | Total |
| Clube             | Temporada         | Jogos               | Gols                | Jogos            | Gols             | Jogos                       | Gols                        | Jogos              | Gols               | Jogos | Gols  |
| ----------------- | ----------------- | ------------------- | ------------------- | ---------------- | ---------------- | --------------------------- | --------------------------- | ------------------ | ------------------ | ----- | ----- |
| Inhumas           | 2000              | —                   | —                   | —                | —                | —                           | —                           | 0                  | 0                  | 0     | 0     |
| Inhumas           | Total             | —                   | —                   | —                | —                | —                           | —                           | 0                  | 0                  | 0     | 0     |
| Tombense          | 2001              | —                   | —                   | —                | —                | —                           | —                           | 0                  | 0                  | 0     | 0     |
| Tombense          | Total             | —                   | —                   | —                | —                | —                           | —                           | 0                  | 0                  | 0     | 0     |
| Flamengo          | 2002              | 0                   | 0                   | —                | —                | —                           | —                           | 1                  | 0                  | 1     | 0     |
| Flamengo          | 2003              | 35                  | 3                   | 5                | 0                | 2                           | 0                           | 0                  | 0                  | 42    | 3     |
| Flamengo          | 2004              | 24                  | 1                   | 7                | 0                | —                           | —                           | 11                 | 2                  | 42    | 3     |
| Flamengo          | 2005              | 33                  | 2                   | 5                | 0                | —                           | —                           | 12                 | 1                  | 50    | 3     |
| Flamengo          | 2006              | 10                  | 1                   | 11               | 1                | —                           | —                           | 7                  | 1                  | 28    | 3     |
| Flamengo          | Total             | 102                 | 7                   | 28               | 1                | 2                           | 0                           | 30                 | 4                  | 162   | 12    |
| Espanyol          | 2006-07           | 20                  | 2                   | —                | —                | 4                           | 1                           | —                  | —                  | 24    | 3     |
| Espanyol          | 2007-08           | 9                   | 0                   | —                | —                | —                           | —                           | —                  | —                  | 9     | 0     |
| Espanyol          | Total             | 29                  | 2                   | —                | —                | 4                           | 1                           | —                  | —                  | 33    | 3     |
| Flamengo          | 2008              | 13                  | 0                   | —                | —                | 2                           | 0                           | 10                 | 0                  | 25    | 0     |
| Flamengo          | 2009              | —                   | —                   | 0                | 0                | —                           | —                           | 9                  | 1                  | 9     | 1     |
| Flamengo          | Total             | 13                  | 0                   | 0                | 0                | 2                           | 0                           | 19                 | 1                  | 34    | 1     |
| Botafogo          | 2009              | 18                  | 0                   | —                | —                | 4                           | 0                           | —                  | —                  | 22    | 0     |
| Botafogo          | Total             | 18                  | 0                   | —                | —                | 4                           | 0                           | —                  | —                  | 22    | 0     |
| Figueirense       | 2011              | 11                  | 0                   | —                | —                | —                           | —                           | —                  | —                  | 11    | 0     |
| Figueirense       | Total             | 11                  | 0                   | —                | —                | —                           | —                           | —                  | —                  | 11    | 0     |
| Boavista-RJ       | 2014              | —                   | —                   | —                | —                | —                           | —                           | 0                  | 0                  | 0     | 0     |
| Boavista-RJ       | Total             | —                   | —                   | —                | —                | —                           | —                           | 0                  | 0                  | 0     | 0     |
| Icasa             | 2014              | —                   | —                   | —                | —                | —                           | —                           | 8                  | 3                  | 8     | 3     |
| Icasa             | Total             | —                   | —                   | —                | —                | —                           | —                           | 8                  | 3                  | 8     | 3     |
| Total na carreira | Total na carreira | 173                 | 9                   | 28               | 1                | 12                          | 1                           | 58                 | 8                  | 271   | 20    |

- a. ^ Jogos da Copa do Brasil
- b. ^ Jogos da Copa Sul-Americana e Liga Europa da UEFA
- c. ^ Jogos do Campeonato Goiano, Campeonato Mineiro, Campeonato Carioca e Campeonato Cearense

## Títulos
Flamengo
- Campeonato Carioca: 2004, 2008 e 2009
- Taça Guanabara: 2004,2008
- Taça Rio: 2009
- Copa do Brasil: 2006

Espanyol
- Troféu Cidade de Barcelona: 2006,2007,2010
- Troféu Ramón de Carranza: 2010
- Vice-Campeão Copa da UEFA de 2006–07[4]